# HMAS Hobart (D63)
O HMAS Hobart foi um cruzador rápido operado pela Marinha Real Australiana e a sétima embarcação da Classe Leander. Sua construção começou em agosto de 1933 no Estaleiro Real de Devonport e foi lançado ao mar em outubro do ano seguinte, sendo originalmente comissionado na Marinha Real Britânica como HMS Apollo em janeiro de 1936. Era armado com uma bateria principal composta por oito canhões de 152 milímetros em quatro torres de artilharia duplas, tinha um deslocamento de mais de nove mil toneladas e alcançava uma velocidade máxima de 32 nós.
O Apollo teve um início de carreira tranquilo atuando na região da América do Norte e Caribe, sendo transferido para a Austrália em setembro de 1938 e renomeado para Hobart. A Segunda Guerra Mundial começou um ano depois e o navio inicialmente foi encarrado da escolta de comboios de tropas para o Oceano Índico, depois deu suporte para atividades no Mar Vermelho quando a Itália entrou no conflito no início de 1940. Em seguida atuou no Oceano Índico e em casa, sendo enviado para o Mar Mediterrâneo em agosto de 1941 e dando suporte para a Campanha Norte-Africana.
O Japão entrou na guerra no final de 1941 e o Hobart enviado para Singapura a fim de atuar na Campanha do Pacífico. Pelo ano seguinte ele escoltou comboios e deu suporte para operações durante as Campanhas de Guadalcanal e Nova Geórgia, também participando em maio de 1942 da Batalha do Mar de Coral. O cruzador foi torpedeado por um submarino japonês em julho de 1943 e seriamente danificado, ficando em reparos até o final da guerra. Serviu por mais alguns anos até ser descomissionado em dezembro de 1947, ficando na reserva até ser desmontado em 1962.